# Grumman F9F Panther
Grumman F9F Panther byl americký palubní stíhací letoun. Sloužil i jako stíhací bombardér. Byl to první letoun s reaktivním pohonem firmy Grumman a druhý proudový letoun, který vstoupil do služby v americkém námořnictvu.
V době korejské války byl Panther nejrozšířenější stíhací letoun na palubách amerických letadlových lodí. V této válce provedly Panthery 78 000 operačních letů a sestřelením Jaku-9 severokorejského letectva dosáhly prvního vítězství amerického námořnictva v této válce.
Letoun byl vyroben v počtu 1382 kusů. Mimo USA bylo jediným zahraničním uživatelem námořnictvo Argentiny.

## Vývoj

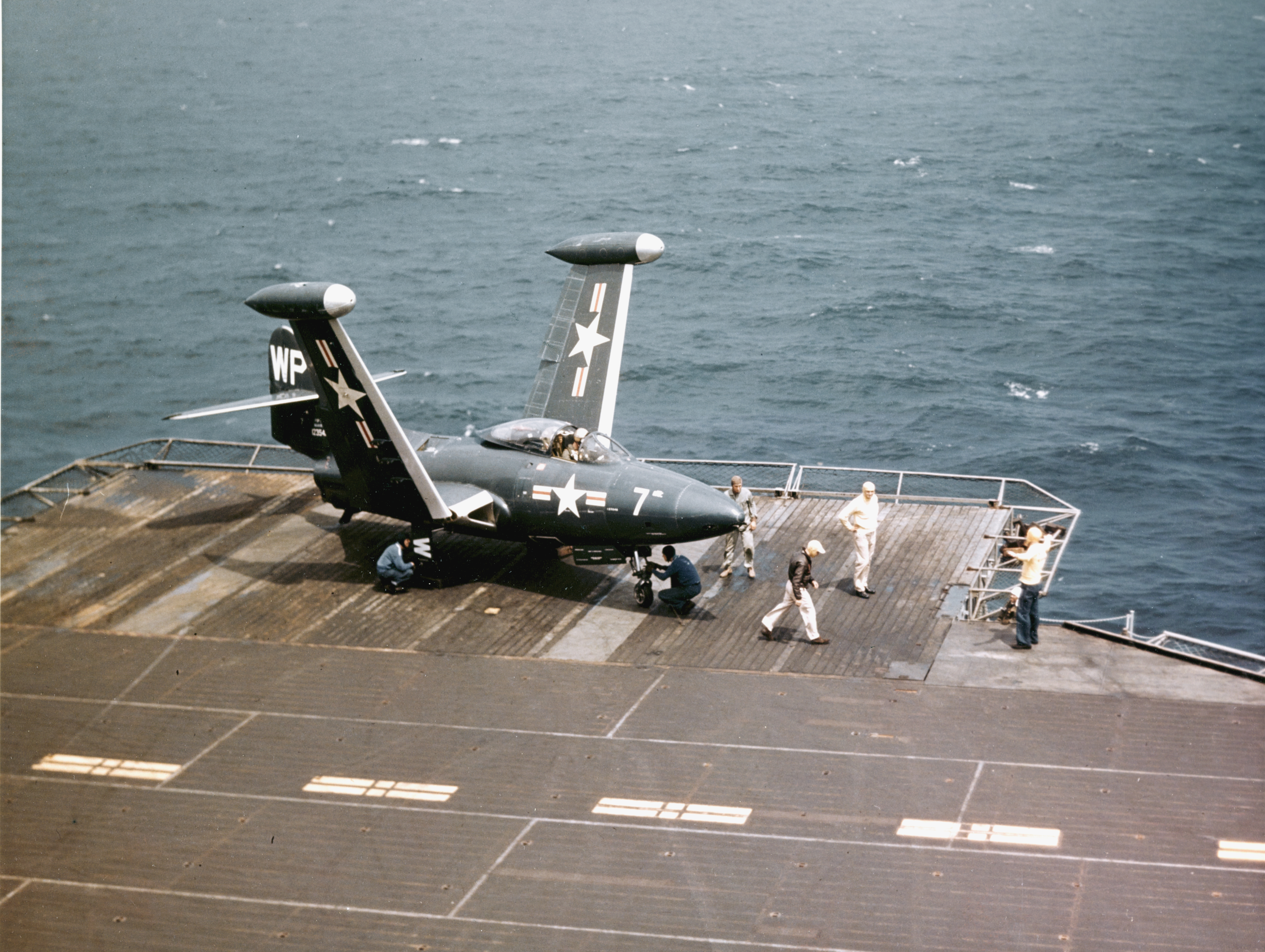
F9F-2 Panther jednotky VMF-223 „Bulldogs“ v roce 1950 na palubě letadlové lodi USS Franklin D. Roosevelt

Vývoj F9F začal pod označením G-79 na sklonku druhé světové války, v době, kdy se objevily první typy letounů s proudovým pohonem. První prototyp XF9F-2, pilotovaný Corwinem "Corky" Meyerem, poprvé vzlétl 21. listopadu 1947.
Letoun poháněl jeden letecký motor Rolls-Royce Nene, vyráběný v USA v licenci jako Pratt & Whitney J42. Jelikož motor s vysokou spotřebou paliva omezoval dolet letounu, byly na konce křídla umístěny přídavné nádrže. U pozdějších verzí byl použit i motor Pratt & Whitney J48-P-2, který byl variantou britského motoru Rolls-Royce Tay, nebo upravený britský Rolls-Royce Derwent, vyráběný jako Allison J33-A-16.
Už v roce 1946 se uvažovalo o použití šípového křídla pro zlepšení výkonů stroje. Jelikož se v Koreji ukázalo, že korejské MiGy-15 mají díky šípovému křídlu výrazně vyšší výkony než F9F, byla vyvinuta varianta Pantheru s šípovým křídlem. Takto upravený Grumman F-9 Cougar se od svého předchůdce lišil především použitým křídlem a ponechal si i jeho typové označení.

## Operační nasazení

### US Navy

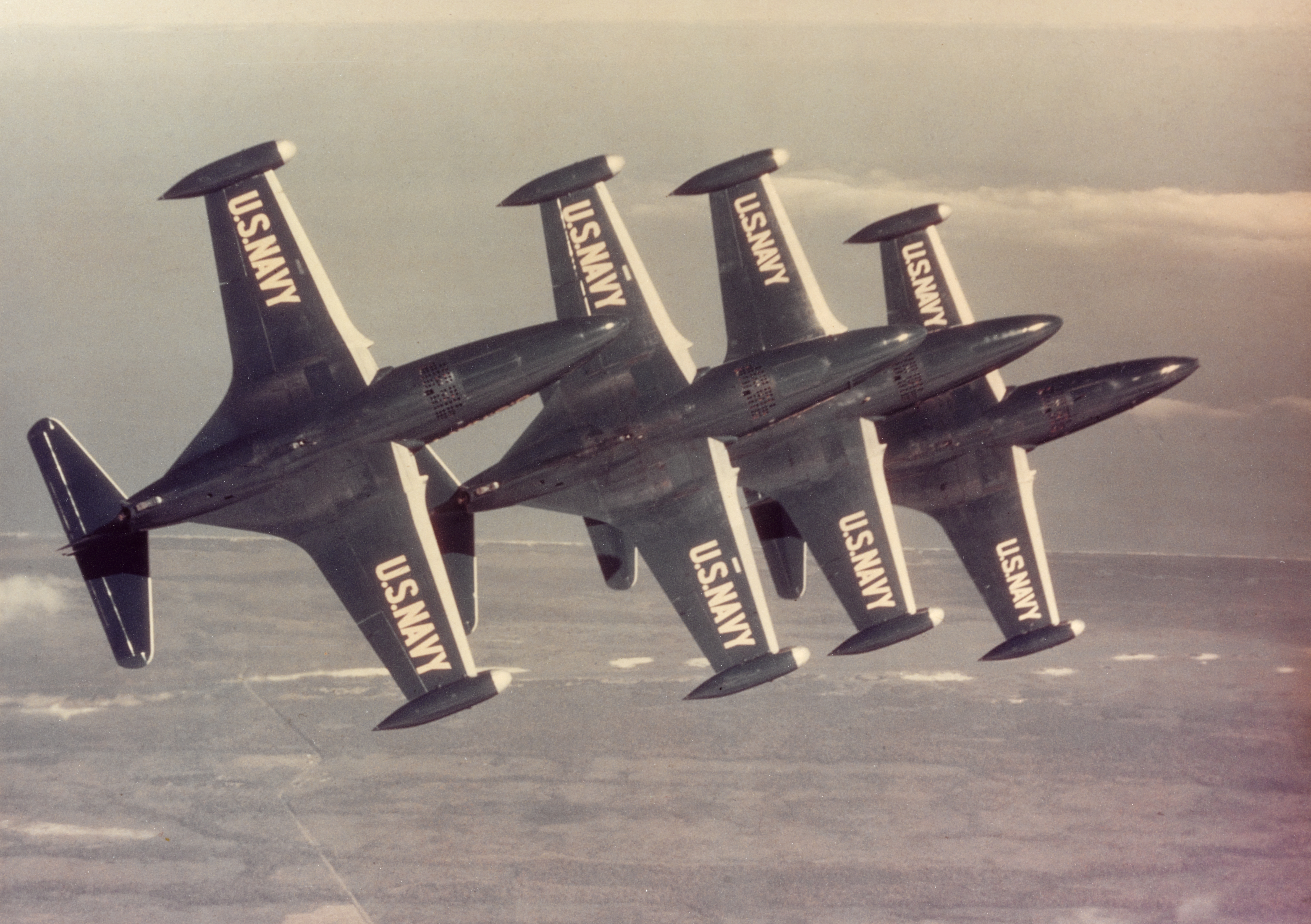
F9F-5 Panther akrobatické skupiny US Navy Blue Angels, 1952

První jednotkou US Navy vyzbrojenou Panthery se v květnu 1949 stala stíhací peruť VF-51 „Screaming Eagles“. Stala se první jednotkou operující z paluby letadlové lodě na proudových strojích, k čemuž došlo v září na USS Boxer.
Panthery verzí F9F-2, F9F-3 a F9F-5 se zúčastnily bojů korejské války. V soubojích sestřelily dva letouny Jak-9 a pět MiG-15 při ztrátě jednoho F9F.
Prvních dvou sestřelů US Navy v korejské válce Panther dosáhl 3. července 1950. Dvojice F9F-3 jednotky VF-51, vzlétající nyní z USS Valley Forge (CV-45), které pilotovali Lt. (jg) Leonard H. Plog a Ens. E. W. Brown, tehdy sestřelila po jednom korejském Jaku-9. Panthery se do subojů dostaly během horního krytí palubních letounů Douglas A-1 Skyraider a Vought F4U Corsair útočících pumami na cíle v okolí severokorejského hlavního města Pchjongjangu.
Dalšími jednotkami se stroji F9F-2, operujícími v Koreji, byly perutě VF-111 a VF-112 Letecké skupiny CVG-11 z USS Philippine Sea (CV-47). K bojovému svazu 77 se Phillipine Sea připojila 31. července 1950. Skupina CVG-11 své první útoky podnikla 5. srpna, když Lt. Cdr. William T. Amen v čele VF-111 zaútočil na letiště v Mokpu, Kwandžu a Kusanu, zatímco osm Pantherů z VF-112 a dvanáct Corsairů z VF-114 zaútočilo proti silničním a železničním mostům v prostoru mezi Mokpem a Kwandžu.

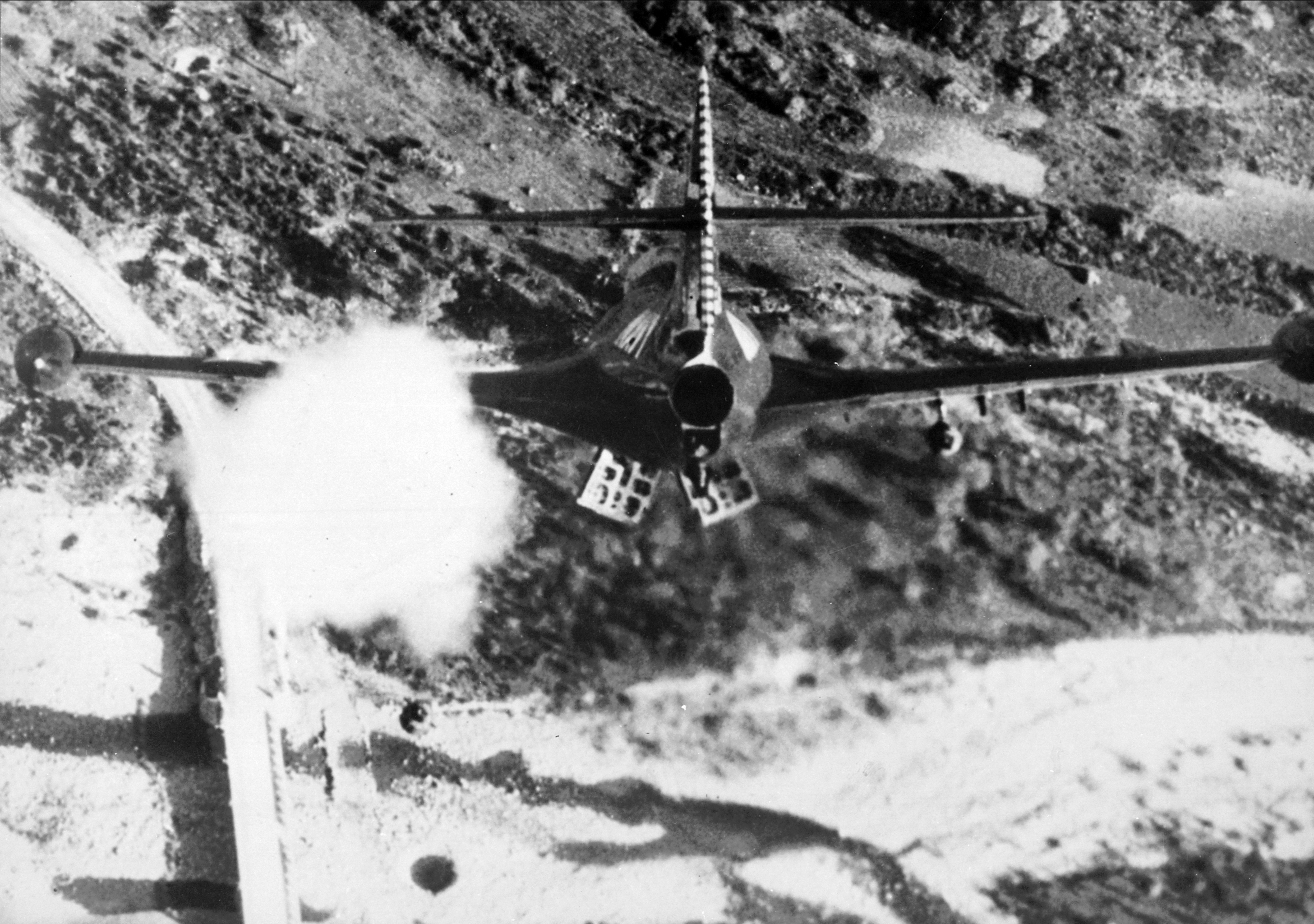
F9F-2 Lt. R. P. Yeatmana z perutě VF-71 útočí na most během korejské války

Dne 19. srpna Panthery eskortovaly 37 Skyraiderů z Philippine Sea a Valley Forge, které zničily ocelový železniční most u Soulu.
První MiG-15 byl sestřelen 9. listopadu 1950 poblíž Sinidžu a vítězem nad ním byl F9F-2B jednotky VF-111 "Sundowners", jenž pilotoval její velitel Lt.Cdr. William T. Amen.
Další dva MiGy Panthery sestřelily 18. listopadu 1950 a poslední dvojici MiGů 18. listopadu 1952. Panther byl základním stíhacím typem námořnictva, avšak od 2. dubna 1951 se používal především pro bitevní akce proti pozemním cílům. Premiérou se stal nálet dvou F9F-2B z perutě VF-191 z letadlové lodi USS Princeton (CV-37), které pumami zaútočily na železniční most u Songdžinu.
Od 23. června 1952 zahájily síly OSN soustavnou ofenzivu proti čtveřici nejvýznamnějších severokorejských hydroelektráren. První útok byl veden na závod v Supchungu. Do boje bylo vysláno 35 Skyraiderů a na potlačení protiletadlového dělostřelectva bylo určeno 35 letounů F9F Panther z Princetonu (VF-191), Philippine Sea a Boxeru (VF-24). Horní krytí celé formace zajišťovalo 84 stíhaček North American F-86 Sabre USAF. Pantherům se podařilo Severokorejce zcela překvapit a standardními pumami a palbou z palubních zbraní prakticky vyřadit z provozu 80 stanovišť protiletadlového dělostřelectva okolo Supchungu. Dne 9. srpna 1952 pak Panthery z letadlových lodí napadly jako součást velkého úderného svazu severokorejské hlavní město.
Do podepsání příměří 27. července 1953 se v konfliktu angažovalo celkem 715 Pantherů, které podnikly celkem 78 000 bojových letů.
Panthery byly staženy ze služby v roce 1956, ale do roku 1958 sloužily ještě ve výcviku a v rezervě. Malé množství jich létalo až do 60. let.

### Argentinské námořnictvo
Jediným zahraničním uživatelem Pantherů byla Argentina. Ta v roce 1958 zakoupila 24 vyřazených strojů, původně sloužících v US Navy. Jelikož však katapulty jediné argentinské letadlové lodě ARA Independencia (V-1) nebyly považovány za dost výkonné, létaly tyto Panthery jen z pozemních základem. Jednotky Pantherů byly mobilizovány během hraničního konfliktu s Chile v roce 1965. Tehdy došlo ke generální mobilizaci, ale ne k jejich bojovému nasazení. Argentinské Panthery byly pro nedostatek náhradních dílů vyřazeny v roce 1968 a nahrazeny v USA zakoupenými letouny Douglas A-4Q Skyhawk.

### Varianty
- XF9F-2 – první dva prototypy
- XF9F-3 – třetí prototyp

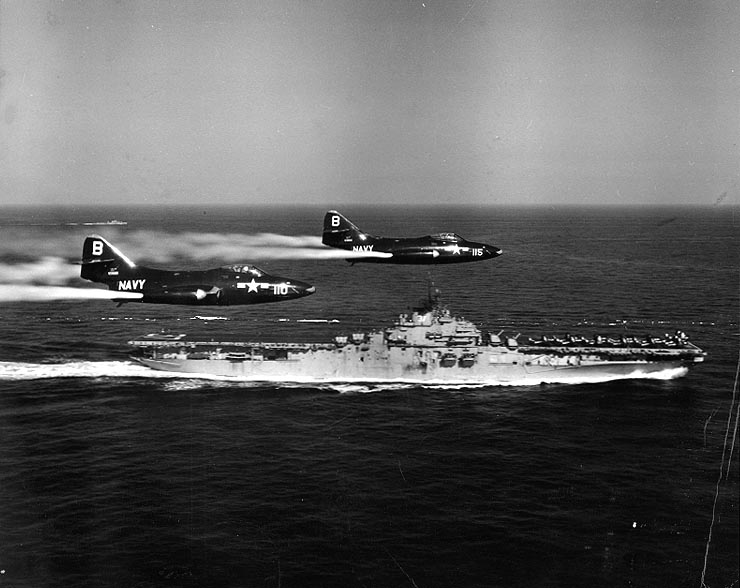
Rok 1951. Dvojice F9F-2 Panther jednotky VF-191 Satan's Kittens vypouští přebytečné palivo před přistáním na palubě letadlové lodě USS Princeton

- F9F-2 – první sériová varianta s motorem Pratt & Whitney J42
- F9F-2B – nainstalovány pylony pro nesení neřízených střel a pum. Jednalo se o upravené F9F-2.
- F9F-2P – neozbrojená průzkumná verze sloužící v Koreji.
- F9F-3 – záložní varianta stroje s jiným motorem. Použit motor Allison J33. Postaveno 54 kusů, u kterých byl později motor vyměněn za původní J42.
- XF9F-4 – prototyp varianty F9F-4
- F9F-4 – verze s prodlouženým trupem a větší zásobou paliva. Původně byl montován motor Allison J33, ale mnoho z nich bylo přestavěno na motor J42.
- F9F-5 – varianta F9F-4 s motorem Pratt & Whitney J48. Postaveno 616 kusů.
- F9F-5P – neozbrojená průzkumná verze. Prodloužená příď trupu. Vyrobeno 36 kusů.
- F9F-5K – stroje varianty F9F-5 upravené na dálkově řízené létající cíle
- F9F-5KD – jednalo se o vyřazené F9F-5, upravené pro řízení dálkově ovládaných F9F-5K. V roce 1962 byly přeznačeny na DF-9A.

## Uživatelé
- Argentina
  - Argentinské námořní letectvo
- Spojené státy americké
  - United States Navy
  - United States Marine Corps Aviation

## Specifikace (F9F-2 Panther)

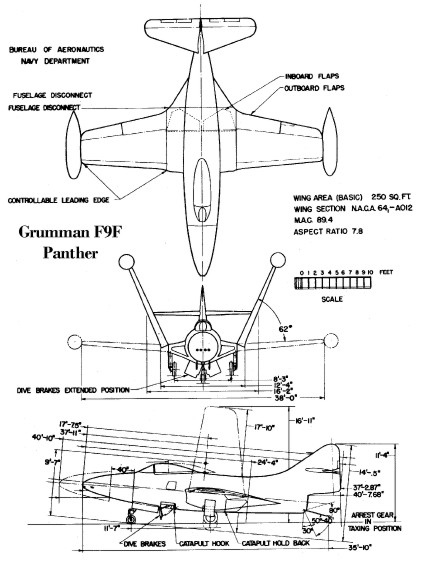
F9F

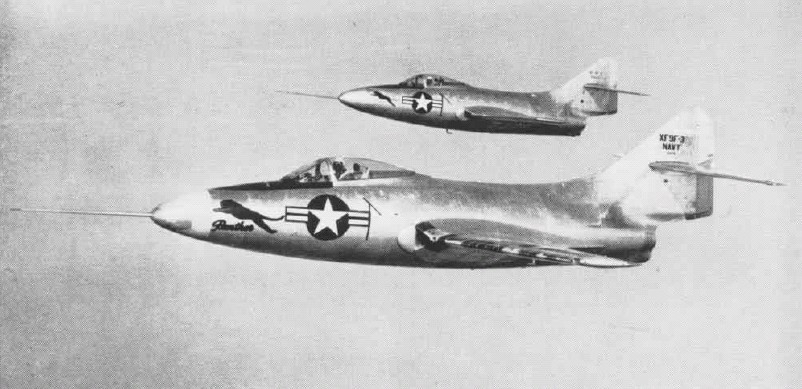
Prototypy XF9F-2 a XF9F-3, 1948

### Technické údaje
- Posádka: 1
- Rozpětí: 11,6 m
- Délka: 11,3 m
- Výška: 3,8 m
- Nosná plocha: 23 m²
- Hmotnost prázdného letounu: 4220 kg
- Vzletová hmotnost: 6456 kg
- Max. vzletová hmotnost: 7462 kg
- Pohonná jednotka: 1× Pratt & Whitney J42-P-6/P-8
  - Tah motoru: 26,5 kN

### Výkony
- Maximální rychlost: 925 km/h
- Dostup: 13 600 m
- Stoupavost: 26,1 m/s
- Dolet: 2100 km
- Plošné zatížení: 350 kg/m²
- Poměr tah/hmotnost: 0,42

### Výzbroj
- 4 × 20mm kanón AN/M3, 190 nábojů na hlaveň
- 6 × 127mm neřízené střely HVAR na závěsnících pod křídlem
- 910 kg pum